# Championnat d'Afrique des nations féminin de handball 1989
Navigation
Maroc 1987 Égypte 1991
La 8e édition du championnat d'Afrique des nations féminin de handball a eu lieu en Algérie du 17 au 27 juillet 1989. Le tournoi a lieu en même temps que la compétition masculine et réunit les meilleurs nations de handball en Afrique.
L'Angola remporte son premier titre dans la compétition en s'imposant en finale face à la Côte d'Ivoire, tenant du titre, et se qualifie pour le championnat du monde 1990. Les Congolaises ont pris la troisième place

## Présentation
9 équipes sont qualifiées pour la compétition :
- le pays hôte : l'Algérie
- les 6 équipes de la édition précédente : Côte d'Ivoire, Cameroun, RP Congo, Tunisie, Angola et Égypte
- les 2 autres équipes (en plus de l'Algérie) de la CAN B 1988 : Nigeria et Tchad.

### Tirage au sort
Le tirage au sort de la compétition a été effectué à Tunis le vendredi 23 décembre 1988 lors du Championnat d'Afrique des nations junior 1988 en présence de Christophe Yabo, secrétaire de la Confédération africaine de handball et d'autres responsables de la CAHB, :
- Poule A : Côte d'Ivoire, Tunisie, Angola et Nigeria ;
- Poule B : Cameroun, Congo, Égypte, Algérie et Tchad.

Le Cameroun, le Nigeria et le Tchad déclareront finalement forfait.

## Tour préliminaire
Le programme  et les résultats du tour préliminaire,, sont :

### Poule A
|   | Équipe        | Pts | J | G | N | P | Bp | Bc | Diff |
| - | ------------- | --- | - | - | - | - | -- | -- | ---- |
| 1 | Côte d'Ivoire | 3   | 2 | 1 | 1 | 0 | 42 | 35 | 7    |
| 2 | Angola        | 3   | 2 | 1 | 1 | 0 | 41 | 36 | 5    |
| 3 | Tunisie       | 0   | 2 | 0 | 0 | 2 | 31 | 43 | -12  |

Remarque : le Nigeria, qui aurait dû évoluer dans ce groupe, a déclaré forfait.
- Mardi 18 juillet 1989 à 17h, salle Ahmed Belaaredj de Boumerdès
  -  Côte d'Ivoire 22 – 15  Tunisie (mi-temps 8-8)
- Mercredi 19 juillet 1989 à 16h, salle Moussa Chiraf de Boufarik 
  -  Côte d'Ivoire 20 – 20  Angola (mi-temps 11-10)
- Dimanche  23 juillet 1989 à 18h 30, salle Harcha Hassen, Alger
  -  Angola 21 – 16  Tunisie (mi-temps 10-6)

### Poule B
|   | Équipe   | Pts | J | G | N | P | Bp | Bc | Diff |
| - | -------- | --- | - | - | - | - | -- | -- | ---- |
| 1 | Algérie  | 4   | 2 | 2 | 2 | 0 | 42 | 35 | 7    |
| 2 | RP Congo | 5   | 2 | 1 | 0 | 1 | 39 | 32 | 7    |
| 3 | Égypte   | 0   | 2 | 0 | 0 | 2 | 26 | 40 | -14  |

Remarque : le Cameroun et le Tchad, qui auraient dû évoluer dans ce groupe, ont déclaré forfait.
- Mercredi 19 juillet 1989 à 17h, salle Harcha Hassen, Alger :
  -  Algérie 21 – 20  RP Congo (mi-temps 10-10).
- Jeudi 20 juillet 1989 à 16h, salle Ahmed Belaaredj de Boumerdès
  -  Égypte 11 – 19  RP Congo (mi-temps 6-12).
- Dimanche 23 juillet 1989 à 17h, salle Moussa Chiraf de Boufarik
  -  Algérie 21 – 15  Égypte (mi-temps 12-7).

## Phase finale
Le programme  et les résultats de la finale, des demi-finales et des matchs de classements avec leurs feuilles de matchs sont :

### Demi-finales
| Mardi 25 juillet 1989 16h | Algérie | 9 – 19 | Angola | salle Ahmed Belaaredj de Boumerdès |
| Mardi 25 juillet 1989 16h | (8 - 7) |        |        | salle Ahmed Belaaredj de Boumerdès |

| Mardi 25 juillet 1989 16h | Côte d'Ivoire | 18 – 16 | RP Congo | salle Harcha Hassen, Alger |
| Mardi 25 juillet 1989 16h | (10 - 6)      |         |          | salle Harcha Hassen, Alger |

### Match pour la5eplace
Le match pour la 5e place a vu la victoire de l'Égypte sur la Tunisie :
| Mardi 25 juillet 1989 17h00 | Égypte        | 15 – 14 | Tunisie        | Salle Ahmed Belaaredj de Boumerdès Arbitrage : Josef Fines et Gilberto |
| Mardi 25 juillet 1989 17h00 | Najwa Ahmed 7 | (6-7)   | Sonia Cherbi 3 | Salle Ahmed Belaaredj de Boumerdès Arbitrage : Josef Fines et Gilberto |
| Mardi 25 juillet 1989 17h00 | ×1 ×2         | .       | ×1             | Salle Ahmed Belaaredj de Boumerdès Arbitrage : Josef Fines et Gilberto |

Sanctions :
- Cartons jaunes : Hasna Houaoued côté Égypte et Fahima Bencherifa côté Tunisie
- 2 minutes : Nashwa Abdelhadj, Dounia El Gharib côté Égypte et Nahla Ben Ibrahim côté Tunisie
- Cartons rouges : Nahla Ben Ibrahim côté Tunisie

Effectifs :
- Égypte : Wafaa Hefri , Negma Wafika (3), Najwa Ahmed (7), Miret Wajih, Nashwa Abdelhadj, Dounia Gharib, Manar Ezzahri, Berrouane Sherif (1), Nafida Abdelmoumen (2), Hasna Hawawed (2), Nahia Hosni, Dounia Fikri. Sélectionneur : Samy Mohamed Ali .
- Tunisie : Bencherifa Fahima (2), Gherbi Sonia (3), Genaoui Samia (2), Benbrahim Nahla, Khairi Nabila (1), Boutatiya Terad, Medjri Doudja, Dridi Soundous, Genaoui Henaa (2), Merni Hayet, Cherifi Samia (1). Sélectionneur : Tewfik El Gherbi .

### Match pour la3eplace
| Mercr. 26 juillet 1989 16h | Algérie | 17 – 19 | RP Congo   | salle Harcha Hassen, Alger Arbitrage : Belhadj et El-Adjbi |
| Mercr. 26 juillet 1989 16h | Gasmi 6 | (9 - 9) | Loubacki 9 | salle Harcha Hassen, Alger Arbitrage : Belhadj et El-Adjbi |
| Mercr. 26 juillet 1989 16h | ×1 ×4   |         | ×0 ×4      | salle Harcha Hassen, Alger Arbitrage : Belhadj et El-Adjbi |

La feuille de match est,
- Algérie:  Menia (GB), Fouded (GB), Bouderbala (1), Slimani (1), Bounemri (2, ), Hannouche, Ahdjoudj, Amir (2), Kouta (3, ), Aouka (2), Gasmi (6), Farah (). Entraineur : Moussa Abdelaziz
- RP Congo : Assari (GB), Shati (gb), Toma (4, ), Obinzo (1), N'Kada (), N'Ganga (5, ), Loubacki (9), Gayoulo, Myamya, Kolika, Bsowaka, Powiti, Bwanga, Liloko. Entraineur : Yamba Atouwa

### Finale
En finale, l'Angola s'impose 22 à 18 face à la Côte d'Ivoire,
| Jeudi 27 juillet 1989 16h | Angola               | 22 – 18  | Côte d'Ivoire  | salle Harcha Hassen, Alger Affluence : 7 000 Arbitrage : Abdelatif El Kouch et Abdelghani Kazouli |
| Jeudi 27 juillet 1989 16h | de Almeida, Raposo 5 | (11 - 6) | Adjoua N'Dri 6 | salle Harcha Hassen, Alger Affluence : 7 000 Arbitrage : Abdelatif El Kouch et Abdelghani Kazouli |
| Jeudi 27 juillet 1989 16h | ×0 ×1 ×0             |          | ×1 ×3 ×0       | salle Harcha Hassen, Alger Affluence : 7 000 Arbitrage : Abdelatif El Kouch et Abdelghani Kazouli |

- Angola : Rodriguez (GB), Elisa Peres (GB), Manuela Silva, Sebastiao, Ana Balbina Ceita, Liliana Mesquita, C. Silva, Elisa Webba, Palmira de Almeida (cap), Luzia Bezerra , Fábia Raposo. Entraineurs : Beto Ferreira et F. Morreira.
- Côte d'Ivoire : Elisabeth Kouassi (GB), Sokovry (GB), Alice Koudougou , Ahoua, Dounbia Bah, Clémentine Blé, Mériam Sissako , Mahoula Kramou (cap) , Adjoua N'Dri , Koko Elleingand, Lourougnon, Julienne Vodoungbo. Entraineur : Julien Tape.

## Bilan

### Classement final
Le classement final de la compétition est :
| Rang                        | Nation        | J       | G       | N       | P       | Bp      | Bc      | Diff    |         |
| --------------------------- | ------------- | ------- | ------- | ------- | ------- | ------- | ------- | ------- | ------- |
| Médaille d'or, Afrique      | Angola        | 4       | 3       | 1       | 0       | 82      | 63      | +19     |         |
| Médaille d'argent, Afrique  | Côte d'Ivoire | 4       | 2       | 1       | 1       | 78      | 73      | +5      |         |
| Médaille de bronze, Afrique | RP Congo      | 4       | 2       | 0       | 2       | 74      | 67      | +7      |         |
| 4                           | Algérie       | 4       | 2       | 0       | 2       | 68      | 73      | -5      |         |
| 5                           | Égypte        | 3       | 1       | 0       | 2       | 41      | 54      | -13     |         |
| 6                           | Tunisie       | 3       | 0       | 0       | 3       | 45      | 58      | -13     |         |
| -                           | Cameroun      | Forfait | Forfait | Forfait | Forfait | Forfait | Forfait | Forfait | Forfait |
| -                           | Nigeria       | Forfait | Forfait | Forfait | Forfait | Forfait | Forfait | Forfait | Forfait |
| -                           | Tchad         | Forfait | Forfait | Forfait | Forfait | Forfait | Forfait | Forfait | Forfait |

L'Angola est qualifiée pour le Championnat du monde 1990. Aucune équipe ne participe au Championnat du monde B 1989.

### Statistiques générales
- Statistiques des équipes
  - plus grand nombre de buts marqués dans un match : 41 buts lors du match : Algérie - RP Congo (21-20)
  - plus petit nombre de buts marqués dans un match : 28 buts lors du match : Angola - Algérie (19-9)
  - un seul match nul lors du match entre la Côte d'Ivoire et l'Angola (20-20)
  - 77 penalties ont été sifflés et 58 ont été transformés (75,3 %).
- Statistiques par tour :
  - Tour préliminaire, groupe A : 38 buts par match (114 buts en 3 matchs)
  - Tour préliminaire, groupe B : 39 buts par match (117 buts en 3 matchs)
  - Demi-finales : 31 buts par match (62 buts en 2 matchs)
  - Matchs de classement (dont finale) : 35 buts par match (105 buts en 3 matchs)
  - Total : 36,2 buts par match (398 buts en 11 matchs)
- Meilleure attaque : Angola : 20,5 buts par match (82 buts en 4 matchs),
- Meilleur défense : Égypte : 18 buts par match (54 buts en 3 match).

## Effectif des équipes

### Angola
L'effectif de l'Angola était, :
- Rodriguez (GB)
- Elisa Peres (GB)
- Belita (GB)
- Manuela Silva
- Sebastiao
- Ana Balbina Ceita
- Liliana Mesquita
- C. Silva
- Elisa Webba
- Palmira de Almeida (cap)
- Luzia Bezerra
- Fábia Raposo
- Bernardeth de Sá
- Belita
- Ana Beatriz
- Maura Faial
- Graça Bandeira
- Luisinha
- Anabela Joaquim
- Ana Paula Sacramento
- Butina Ceita
- Entraîneur : Beto Ferreira et F. Morreira

### Côte d'Ivoire
L'effectif de la Côte d'Ivoire était, :
- Elisabeth Kouassi (GB)
- Sokovry (GB)
- Alice Koudougou
- Ahoua
- Dounbia Bah
- Clémentine Blé
- Mériam Sissako
- Mahoula Kramou (cap)
- Adjoua N'Dri
- Koko Elleingand
- Lourougnon
- Julienne Vodoungbo.
- Entraineur : Julien Tape.

### Algérie
L'effectif de l'Algérie était,
- Lynda Minia (no 1), gardienne de but et capitaine, MP Alger, née le 25 février 1960 (29 ans), 170 cm, 65 kg ;
- Assia Foudad, gardienne de but, MA Hussein Dey, née le 11 novembre 1969 (19 ans), 165 cm, 60 kg ;
- Samia Benseghir, gardienne de but, JS Binaâ, née le 29 septembre 1969 (19 ans), 180 cm, 75 kg ;
- Karima Bouderbala, ailière gauche, Wifak Aïn Taya, née le 2 juillet 1969 (20 ans), 165 cm, 59 kg ;
- Farida Hannouche, pivot, Wifak Aïn Taya, née le 15 novembre 1970 (18 ans), 175 cm, 70 kg ;
- Hayet Yaalaoui, pivot, IRB El Biar, née le 19 décembre 1965 (23 ans), 172 cm, 63 kg ;
- Nadia Bounemri, ailière droite, MP Alger, née le 25 juillet 1963 (26 ans), 165 cm, 64 kg ;
- Habiba Dindah, arrière gauche, MP Alger, née le 3 septembre 1967 (21 ans), 170 cm, 65 kg ;
- Soraya Ahdjoudj, pivot, mécanique Aïn Taya, née le 9 mai 1968 (21 ans), 162 cm, 56 kg ;
- Sabrina Amir, pivot et arrière gauche, IRB El Biar, née le 4 avril 1965 (24 ans), 164 cm, 53 kg ;
- Samia Messis, ailière droite, MA Hussein Dey, née le 31 décembre 1968 (20 ans), 165 cm, 65 kg ;
- Saïda Gasmi, attaquante, MP Alger, née le 14 janvier 1963 (26 ans), 163 cm, 54 kg ;
- Djamila Slimani, arrière gauche, MA Hussein Dey, née le 26 mai 1971 (18 ans), 175 cm, 70 kg ;
- Aïcha Kouta, arrière droite et gauche, JS Binaâ, née le 18 mai 1969 (20 ans), 173 cm, 62 kg ;
- Nadra Aouka (no 4), arrière droite et gauche, JS Binaâ, née le 14 février 1969 (20 ans), 175 cm, 63 kg ;
- Farah Nadia (16e joueuse), IRB El Biar ;
- entraineur : Abdelaziz Moussa, né le 29 décembre 1952 (36 ans).

### Égypte
L'effectif de l'Égypte était :
- Tahya Hassen
- Safaa Hussein
- Lina Fakhry
- Wafaa Hosni
- Maha Al-Azhari
- Neshwa Abdelhadi
- Nagwa Hamed
- Merit Wagih
- Dina Gharib
- Azmet Wagih
- Manar Al-Azhari
- Hasnaa Maouadh
- Moufida Abdelmounaim
- Amel Mounir.
- Entraineur : Samy Mohamed Ali